# Rysslands premiärminister
Rysslands premiärminister eller officiellt Ordföranden i Ryska federationens regering (ryska: Председатель Правительства Российской Федерации) är Rysslands regeringschef och landets näst mäktigaste ämbetsinnehavare, efter presidenten.
Nuvarande ämbetsinnehavare är Michail Misjustin.

## Historia
Under tsartiden var ordföranden i ministerrådet närmast motsvarande dagens premiärminister. Ämbetet utsågs av tsaren.
Under sovjeteran var ordföranden i Folkkommissariernas råd regeringschef till 1946, därefter ordföranden i ministerrådet. De som innehade dessa ämbeten kallas ibland premiärministrar.

## Premiärministrar sedan 1991
För tidigare regeringschefer i Sovjetunionen och i Ryssland innan revolutionen: se Lista över Rysslands regeringschefer.
| Nr                                                                | Namn                                    | Porträtt | Tillträdde        | Avgick            | Politiskt parti     | President                                    |
| Ordföranden i ministerrådet i Ryska federationen (1995/1993-1999) |                                         |          |                   |                   |                     |                                              |
| —                                                                 | Boris Jeltsin                           |          | 6 november 1991   | 15 juni 1992      | Oberoende           | Boris Jeltsin                                |
| —                                                                 | Jegor Gajdar (tillförordnad)            |          | 15 juni 1992      | 14 december 1992  | Oberoende           | Boris Jeltsin                                |
| 1                                                                 | Viktor Tjernomyrdin                     |          | 14 december 1992  | 25 december 1993  | Oberoende           | Boris Jeltsin                                |
| Premiärministrar i Ryska Federationen (1993-nutid)                |                                         |          |                   |                   |                     |                                              |
| (1)                                                               | Viktor Tjernomyrdin                     |          | 25 december 1993  | 23 mars 1998      | Vårt hem - Ryssland | Boris Jeltsin                                |
| —                                                                 | Boris Jeltsin (tillförordnad)           |          | 23 mars 1998      | 23 mars 1998      | Oberoende           | Boris Jeltsin                                |
| 2                                                                 | Sergej Kirijenko                        |          | 23 mars 1998      | 23 augusti 1998   | Oberoende           | Boris Jeltsin                                |
| (1)                                                               | Viktor Tjernomyrdin (tillförordnad)     |          | 23 augusti 1998   | 11 september 1998 | Vårt hem - Ryssland | Boris Jeltsin                                |
| 3                                                                 | Jevgenij Primakov                       |          | 11 september 1998 | 12 maj 1999       | Oberoende           | Boris Jeltsin                                |
| 4                                                                 | Sergej Stepasjin                        |          | 12 maj 1999       | 9 augusti 1999    | Oberoende           | Boris Jeltsin                                |
| 5                                                                 | Vladimir Putin 1:a gången               |          | 9 augusti 1999    | 7 maj 2000        | Oberoende           | Boris Jeltsin Vladimir Putin (tillförordnad) |
| 6                                                                 | Michail Kasianov                        |          | 7 maj 2000        | 24 februari 2004  | Oberoende           | Vladimir Putin                               |
| —                                                                 | Viktor Christenko (tillförordnad)       |          | 24 februari 2004  | 5 mars 2004       | Oberoende           | Vladimir Putin                               |
| 7                                                                 | Michail Fradkov                         |          | 5 mars 2004       | 14 september 2007 | Oberoende           | Vladimir Putin                               |
| 8                                                                 | Viktor Zubkov                           |          | 14 september 2007 | 8 maj 2008        | Oberoende           | Vladimir Putin Dmitrij Medvedev              |
| 9                                                                 | Vladimir Putin 2:a gången               |          | 7 maj 2008        | 7 maj 2012        | Enade Ryssland      | Dmitrij Medvedev                             |
| (8)                                                               | Viktor Zubkov 2:a gången; tillförordnad |          | 7 maj 2012        | 8 maj 2012        | Oberoende           | Vladimir Putin                               |
| 10                                                                | Dmitrij Medvedev                        |          | 8 maj 2012        | 16 januari 2020   | Enade Ryssland      | Vladimir Putin                               |
| 11                                                                | Michail Misjustin                       |          | 16 januari 2020   | Nuvarande         | Oberoende           | Vladimir Putin                               |